# 안드로메다자리 뉴
안드로메다자리 뉴(ν And / ν Andromedae)는 안드로메다자리의 이중성이다. 지구에서 약 680 광년 떨어져있다. 분광 쌍성으로 주성은 청백색 B형 주계열성, 반성은 황백색 F형 주계열성이다. 겉보기 등급은 +4.53 등급, 공전 주기는 약 4.2828 일이다.

## 참고 자료
- “35 And  -- Spectroscopic binary”. 11-09-2010에 확인함.
- Kaler, James B. “Nu And”. 《Stars》. 2010년 9월 11일에 확인함.